# Eureka Company
Eureka Company, vorher Eureka Manufacturing Company, war ein US-amerikanisches Unternehmen.

## Unternehmensgeschichte

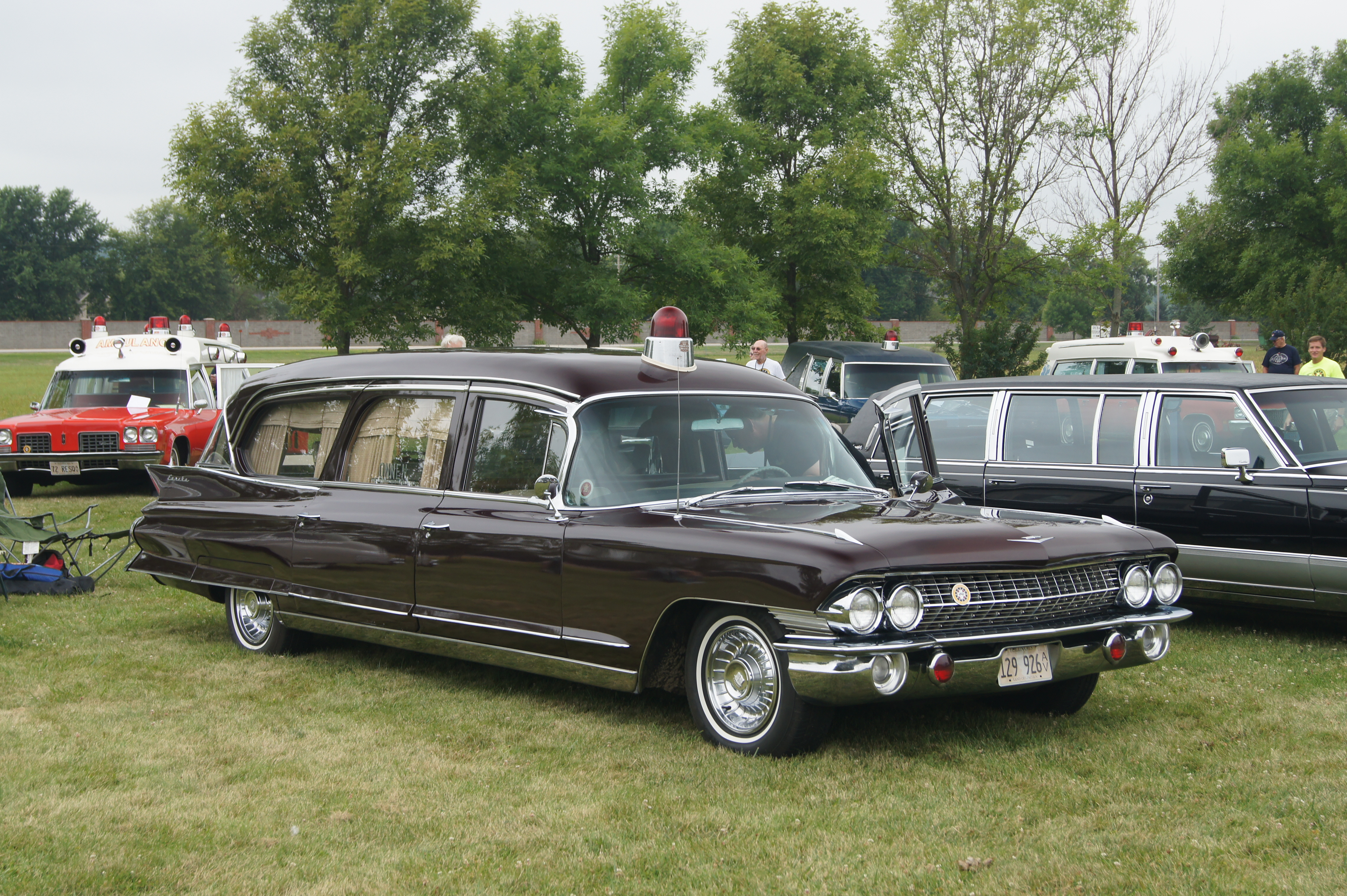
Eureka-Kranken-/Leichenwagen auf Cadillac-Basis von 1961

M. A. Bunn, Alexander McCloy, John M. Galt, Thomas A. Galt und George S. Tracy gründeten 1871 die Eureka Manufacturing Company. Der Sitz war in Rock Falls in Illinois. John Galt war Präsident und Schatzmeister, Bunn Vizepräsident, McCloy Manager und John G. Crawford Sekretär. Sie stellten zunächst Schulmöbel her. 1872 waren etwa 50 Personen beschäftigt. Nach einigen Jahren übernahmen Thomas Galt und Tracy die Leitung des Unternehmens und benannten es in Eureka Company um. Nach Tracys Tod war Thomas Galt alleiniger Leiter. Das galt auch für das Jahr 1896. Zu dieser Zeit entstanden Kutschen, Möbel und Waschmaschinen. Dazu kamen pfergezogene Leichenwagen und Krankenkraftwagen. Mit Beginn der Motorisierung entstanden solche Fahrzeuge auf Fahrgestellen von Cadillac.
Zwischen 1908 und 1909 stellte das Unternehmen eigene Automobile her. Der Markenname lautete Eureka. Die Produktionszahl blieb gering. Danach waren erneut Leichenwagen und Krankenwagen das wichtigste Produkt. Sowohl während des Ersten Weltkriegs als auch während des Zweiten Weltkriegs wurden Aufträge für die United States Army ausgeführt.
1964 wurde das Unternehmen aufgelöst.
Es gab keine Verbindung zu den anderen US-Herstellern der Automarke Eureka: Eureka Automobile Agency, Eureka Motor Car Company, Eureka Motor Car Manufacturing Company und Eureka Motor Buggy Company. 		

## Personenkraftwagen
Die Fahrzeuge waren Highwheeler. Die vorderen Räder waren 40 Zoll groß und die hinteren 42 Zoll. Ein Zweizylindermotor mit 15 PS Leistung trieb über ein Planetengetriebe und eine Kette die Hinterachse an. Das Fahrgestell hatte anfangs 191 cm Radstand, der im zweiten Produktionsjahr auf 234 cm erhöht wurde. Eine Abbildung zeigt einen offenen Zweisitzer. Gelenkt wurde mit einem Lenkrad.